# إس. غانيش
إس. غانيش (بالإنجليزية: S. Ganesh)‏ هو أكاديمي هندي، ولد في 23 مايو 1968 في تاميل نادو في الهند.